# Lom (Noruega)
Lom é uma comuna e uma cidade da Noruega, com 1 945 km² de área e 2 496 habitantes (censo de 2004).    

## Personalidades
Nesta cidade nasceu o novelista Knut Hamsun, (1859-1952), prémio Nobel da Literatura de 1920 e o poeta Olav Aukrust.